# Comparettia sotoana
Comparettia sotoana är en orkidéart som beskrevs av Franco Pupulin och G.Merino. Comparettia sotoana ingår i släktet Comparettia, och familjen orkidéer. Inga underarter finns listade i Catalogue of Life.